# Jiří Beran
Jiří Beran (n. 18 ianuarie 1982, Prague 2⁠(d), Republica Socialistă Cehă, Cehoslovacia) este un scrimer ceh, medaliat olimpic. A participat la două ediții ale Jocurilor Olimpice (2016, 2024) în care a câștigat o medalie de bronz.